# Gold Belt Tour Scenic and Historic Byway
La Gold Belt Tour Scenic and Historic Byway est une route américaine dans les comtés de Fremont et Teller, au Colorado. Longue de 135,0 milles, elle est classée National Scenic Byway. Sa partie nord traverse le Florissant Fossil Beds National Monument.